# Gare d'El Adjiba
La gare d'El Adjiba est une gare ferroviaire algérienne située sur le territoire de la commune d'El Adjiba, dans la wilaya de Bouira.

## Situation ferroviaire
La gare est située à l'ouest de la ville d'El Adjiba, sur la ligne d'Alger à Skikda où elle est précédée de la gare de Bechloul et suivie de celle d'Ahnif.

## Service des voyageurs

### Desserte
La gare d'El Adjiba est desservie par les trains régionaux des liaisons :
- Alger - Sétif[1] ;
- Alger - Béjaïa[2].